# Поджо-д’Олетта
Поджо-д’Олетта (фр. Poggio-d'Oletta, корс. U Poghju d'Oletta) — коммуна во Франции, находится в регионе Корсика. Департамент коммуны — Верхняя Корсика. Входит в состав кантона Ла-Конка-д’Оро. Округ коммуны — Бастия.
Код INSEE коммуны — 2B239.

## Население
Население коммуны на 2008 год составляло 215 человек.
| 1962 | 1968 | 1975 | 1982 | 1990 | 1999 | 2008 |
| ---- | ---- | ---- | ---- | ---- | ---- | ---- |
| 151  | 155  | 142  | 125  | 109  | 140  | 215  |

## Экономика
В 2007 году среди 145 человек в трудоспособном возрасте (15—64 лет) 99 были экономически активными, 46 — неактивными (показатель активности — 68,3 %, в 1999 году было 65,0 %). Из 99 активных работали 93 человека (54 мужчины и 39 женщин), безработных было 6 (5 мужчин и 1 женщина). Среди 46 неактивных 8 человек были учащимися или студентами, 15 — пенсионерами, 23 были неактивными по другим причинам.